# Monumentos de Paseo de la Reforma
La avenida Paseo de la Reforma en la Ciudad de México alberga una colección de monumentos que narran la historia del país y sus personajes más importantes. Desde el siglo XIX hasta la actualidad, estas esculturas y fuentes se han convertido en símbolos de la identidad nacional mexicana, ya que no solo representan figuras históricas y eventos importantes, sino que también son un reflejo de la evolución del arte y la arquitectura en México.

## Principales monumentos
Al recorrer esta avenida, es posible encontrar diversas esculturas y monumentos que destacan por su valor artístico e histórico. Los monumentos más conocidos en la avenida son las siguientes:

### Monumento a Colón
En ésta se ubica el primer monumento colocado en el paseo. Dedicado al descubridor del Nuevo Mundo, Cristóbal Colón. Fue diseñada por el escultor francés Enrique Cordier en París y donada a la Ciudad de México por Antonio Escandón. Se inauguró en 1877. Representa al navegante señalando al horizonte, bajo sus pies y a los lados de su pedestal se encuentran las estatuas de Fray Pedro de Gante, Bartolomé de las Casas, Fray Juan Pérez de Marchena y Fray Diego de Deza. Fue derrumbada por colectivos feministas el 8 de marzo de 2022 y sustituido por una silueta de mujer y la glorieta donde se ubicó se convirtió en la Glorieta de las mujeres que luchan, como parte de las reivindicaciones del movimiento de las mujeres por una vida libre de violencia.

### Monumento de Cuauhtémoc
Proyectado e iniciado por el ingeniero Francisco M. Jiménez y continuado por Miguel Noreña tras la muerte del primero. Se colocó al cruce con la Avenida de los Insurgentes, es quizá el monumento más nacionalista del paseo, representa al último Tlatoani mexica Cuauhtémoc, empuñando una lanza y con atavíos de gala. A los lados del pedestal decorado con motivos prehispánicos, se ubican bajo relieves con escenas del tormento a Cuauhtémoc realizado por Gabriel Guerra y en cada una de las caras del monumento el nombre de uno de los últimos Tlatoani.
En 2005 el monumento fue movido de su posición original a unos metros sobre Paseo de la Reforma y el monumento fue remodelado como parte de la remodelación del paseo de la reforma y la puesta en marcha del Metrobús sobre la avenida de los Insurgentes.

### Monumento a la Independencia
Proyectado bajo el diseño del arquitecto Antonio Rivas Mercado, junto con Gonzalo Garita y Manuel Gorozpe durante el régimen de Porfirio Díaz quién lo encargó e inauguró en ceremonia oficial para las fiestas del centenario de la Independencia de México. Las Esculturas fueron realizadas por Enrique Alciati. Es el símbolo oficial de la Ciudad de México y quizá el más bello de todos los monumentos que adornan el Paseo de la Reforma. La victoria alada (ángel) que soporta la columna, fue restaurada tras su caída por el terremoto acaecido en el año de 1957. Es punto de referencia y lugar de reunión en todo el Paseo, por lo cual, durante las multitudes, es protegido con vallas y elementos de seguridad para evitar daños y su deterioro. La encontramos al cruce de las avenidas Florencia y río Tíber.

### Diana Cazadora
Fue inaugurada en el año de 1942 por el presidente Manuel Ávila Camacho, el diseño de la fuente es de Vicente Mendiola Quezada y el de la escultura de Juan Fernando Olaguíbel. La modelo que posó para el artista fue doña Helvia Martínez Verdeyes, ahora esposa del exdirector de Pemex Jorge Díaz Serrano. El nombre que se le dio al monumento fue el de la "Flechadora de la Estrella del Norte", pero popularmente se le conoce como la "Diana Cazadora". Desde su inauguración fue motivo de escándalo por su desnudez, por lo cual se le llegó a cubrir con un faldón de bronce, lo que provocó su deterioro y que se fundiera una nueva escultura, mandando la original al estado de Hidalgo. En 1974 este monumento se trasladó a un lado del cruce con el Circuito Interior, regresando al Paseo de la Reforma en el año de 1992-1999:3

### Fuente de Petróleos Mexicanos
Esta fuente de Monumento a Fuente de Petróleos (Ciudad de México) conmemora la Expropiación Petrolera de 1938 y fue construida en 1952 durante el gobierno del Presidente Miguel Alemán Valdés y se Ubica en el Paseo de la Reforma. Al igual que la escultura de la Diana Cazadora, en el mismo Paseo de la Reforma, el autor del grupo escultórico de esta fuente fue Juan Fernando Olaguíbel Rosenzweig.
El distribuidor vial que se construyó rodeando la fuente tiene un diseño bastante original y poco común, en su época el Jefe del Departamento del Distrito Federal, Ernesto P. Uruchurtu, hizo notar que se había elegido con el objeto de conservar la visibilidad de la fuente y no distorsionar el arbolado paisaje del Bosque de Chapultepec. Por el contrario de lo mostrado en la foto, en la actualidad la fuente se encuentra rodeada de bellos jardines y multicolores conjuntos florales.. El conjunto tiene 55 m de diámetro y 18 m de alto, y su construcción demandó dieciocho toneladas de bronce. Fue proyectado en 1950 e inaugurado en 1952.

### Estela de Luz
Fue el proyecto ganador del concurso nacional por invitación organizado por el Gobierno Federal de México para la creación de un monumento conmemorativo como parte de los festejos del Bicentenario de la Independencia Mexicana del cual resultó ganadora la propuesta del arquitecto César Pérez Becerril. Esta obra sería un hito urbano-arquitectónico. Fue inaugurado el 7 de enero de 2012 acompañado de un show de luz y sonido; emblemático del México moderno y un espacio de conmemoración en el Paseo de la Reforma como remate del trazo original de la avenida (1864).
La inauguración del monumento conmemorativo se había previsto para el 15 de septiembre de 2010 en la Ciudad de México. Sin embargo, por diversas cuestiones la obra no se concluyó hasta finales de diciembre de 2011.
El monumento fue finalmente inaugurado el 7 de enero de 2012 por el presidente de México, Felipe Calderón Hinojosa, después de 15 meses de retraso. Al día siguiente se suscitaron protestas públicas en el sitio, por internet y en medios masivos de comunicación derivado al costo tan elevado de la obra.

## Monumentos a próceres distinguidos
El 2 de septiembre de 1887 Francisco Sosa Escalante propuso en su columna dentro del diario El Partido Liberal honrar a los héroes liberales del país con diversas esculturas. El entonces presidente, Porfirio Díaz, aprobó esta iniciativa y se lanzó una convocatoria para que cada estado de la república donara dos esculturas de héroes locales, dignos de ser recordados por sus logros políticos, científicos o militares. Toda estatua debía estar fabricada en Bronce y un jurado avalaría su calidad artística antes de su colocación. 
Estas estatuas Son la mayoría de las que hoy ocupan la avenida y se colocaron en dos etapas: 34 entre 1889 y 1899 a las que se agregaron 4 entre 1902 y 1982 al sur de la avenida, y 39 entre 1976 y 1982 al norte de la avenida.
Las estatuas se enlistan por el estado que las mandó, hasta la fecha Baja California no ha enviado ningún monumento al paseo.

### Aguascalientes
Las primeras dos estatuas se develaron el 5 de mayo de 1898 y son obra de Jesús Contreras, representan a Francisco Primo de Verdad y José María Chávez Alonso; el estado aportó una tercera estatua de Jesús Terán en la segunda etapa.

### Baja California Sur
Dado que este estado no existía como tal cuando surgió la iniciativa, sus esculturas no fueron añadidas hasta la segunda etapa, ambas son obras de Pedro Trejo y representan a Clodomiro Cota y Manuel Márquez de León.

### Campeche
Otro estado cuyas esculturas se añadieron en la segunda etapa representan a Francisco Sosa Escalante y Pablo García Montilla y son obra de Víctor M. Villarreal.

### Distrito Federal
En la primera etapa las obras fueron de Primitivo Miranda y se develaron el 5 de febrero de 1889 siendo las primeras en ser presentadas; representan a Ignacio Ramírez y Leandro Valle Martínez.

### Durango
Ambas estatuas fueron proyectos de Gabriel Guerra quien además esculpió la primera que representa a Francisco Zarco, su discípulo, Melesio Aguirre esculpió la segunda que representa a Guadalupe Victoria; las dos fueron desveladas el 5 de mayo de 1896.

### Hidalgo
Inauguradas el 16 de septiembre de 1890 y obra de Juan Islas, representan a Nicolás García de San Vicente y Julián Villagrán.

### Jalisco
Obras también de Jesús Contreras fueron presentadas el 4 de abril de 1896 y representan a Donato Guerra y a Manuel López Cotilla.

### Nuevo León
el 15 de septiembre de 1894 develaron sus primera estatuas que representan a Juan Zuazua y a Servando Teresa de Mier, ambas son trabajos de Jesús Contreras.

### Oaxaca
Inauguradas el 14 de febrero de 1895, representan a Carlos María de Bustamante y a Antonio de León. Ambas son obra del artista Ernestp Scheleske.

### San Luis Potosí
Representan a Mariano Jiménez y Ponciano Arriaga fueron esculpidas por Jesús Contreras y develadas el 4 de abril de 1896.

### Sonora
Sus esculturas de la primera etapa representan a Ignacio Pesqueira y a Jesús García Morales. se presentaron el 5 de noviembre de 1891 y son obra de Enrique Aiciati.

### Veracruz
Aportó dos esculturas en cada una de las etapas del paseo: Manuel Gutiérrez Zamora y Erasmo Castellanos Quinto en la segunda y Miguel Lerdo de Tejada y Rafael Lucio Nájera en la primera, estas dos fueron develadas el 16 de septiembre de 1889 y son obra de Epitacio Calvo. La estatua de Rafael Lucio se encuentra actualmente desaparecida sin que ninguna autoridad y nada se ha sabido de ella desde por lo menos septiembre de 2010, ninguna autoridad ha respondido por su paradero.

### Yucatán
Las esculturas de la primera etapa se inauguraron el 5 de mayo de 1890 y son creación de Epitacio Calvo. Representan a Manuel Cepeda Peraza y Andrés Quintana Roo.

### Paseo de las Heroínas
En marzo de 2023 se inauguró oficialmente el Paseo de las Heroínas, un conjunto de 14 estatuas de bronce de mujeres que han contribuido significativamente a la historia de México, el proyecto comenzó en 2020 como una respuesta a que dentro del proyecto de monumento a próceres distinguidos no se incluyó a ninguna mujer y se buscó otorgar el espacio histórico que las mujeres merecen.